# 亚历山大·瓦列里耶维奇·利特维年科
亚历山大·瓦列里耶维奇·利特维年科（羅馬化：Oleksandr Valeriiovych Lytvynenko；1972年4月27日—），乌克兰政治人物。2021年7月23日至2024年3月26日，他担任乌克兰对外情报局局长一职。2024年3月29日，他接替阿列克西·丹尼洛夫成为乌克兰国家安全与国防事务委员会秘书。